# Памятник жертвам украинского геноцида (Раковицкое кладбище)
Памятник жертвам украинского геноцида (пол. Pomnik ofiar ukraińskiego ludobójstwa) — памятник, находящийся на территории краковского Раковицкого кладбища. Посвящён жертвам Волынской резни, которую совершили украинские националисты во время Второй мировой войны. Памятник располагается в юго-западной части кладбища около австрийского воинского некрополя № 388 времён Первой мировой войны.
Инициатором создания памятника было Общество национальной памяти имени первого маршала Польши Юзефа Пилсудского. Решение об установке памятника было принято краковским городским советом 26 мая 2004 года. Автором памятника является краковский скульптор и профессор Краковской академии искусств Чеслав Дзьвигай. Памятник был открыт 17 сентября 2004 года в 61-ю годовщину Волынской резни и 65-летия ввода советских войск на Восточные Кресы.
Памятник установлен на кубе размером 90x90 см. Высота памятника составляет 2,4 метра и ширина — 1,5 метра. Памятник имеет форму раскрытой книги, в переплёте которой изображены человеческие фигуру. На правой панели, представляющей собой страницу, изображена карта земель, которые до Второй мировой войны принадлежали Польше с наименованием некоторых польских населённых пунктов и надписью на польском языке:

«Ojczyzna to ziemia i groby — narody tracąc pamięć tracą życie» (Родина — это земля и могилы — народы, теряя память, теряют и жизнь)

Левую панель, которая выше левой панели, венчает надпись:

«Nie o zemstę, lecz o pamięć wołają ofiary» (Не о мести, но о памяти взывают жертвы)

Ниже этой надписи находится информация о памятнике:

«Dla narodowej pamięci oraz w hołdzie ofiarom ludobójstwa, którego dopuściły się w latach drugiej wojny światowej na Polakach — mieszkańcach połudnowo-wschodnich województw Rzeczypospolitej, Organizacja Ukraińskich Nacjonalistów i Ukraińska Powstańcza Armia. W 61 rocznicę tej tragedii — Kraków 2004» (Для национальной памяти и в честь жертв геноцида, который совершили в годы Второй мировой войны в отношении поляков — жителей юго-восточных воеводств Речи Посполитой — Организация украинских националистов и Украинская повстанческая армия. В 61 годовщину этой трагедии — Краков 2004)

## Источник
- «Głos Kresowian. Biuletyn Informacyjny Kresowego Ruchu Patriotycznego», nr 18/2004.